# Ruth Sonntag Nussenzweig
Ruth Sonntag Nussenzweig, auch als Ruth S. Nussenzweig zitiert, (* 20. Juni 1928 in Wien; † 1. April 2018) war eine brasilianisch-österreichische Parasitologin, die insbesondere für Forschung zu Malaria-Impfstoffen bekannt wurde.

## Leben
Sie emigrierte als Jüdin mit ihrer Familie 1939 aus Wien nach São Paulo in Brasilien. Beide Eltern waren Ärzte. Ab 1948 studierte sie Medizin mit Schwerpunkt Parasitologie an der Universität von São Paulo mit dem Abschluss 1953. Sie forschte dort bei dem Professor für Parasitologie Samuel Pessoa in Zusammenarbeit mit ihrem späteren Mann Victor Nussenzweig (ebenfalls Student der Medizin) an der Übertragung der Chagas-Krankheit bei Bluttransfusion. Ursprünglich wollten sie damit ein Krebsheilmittel finden (angeregt durch damalige russische Arbeiten), stattdessen fanden sie, dass Gentianaviolett den Erreger tötet. Ab 1954 war sie in São Paulo Assistenzprofessorin in Parasitologie. 1958 war sie am Collège de France. 1961/62 forschte sie an der Escola Paulista da Medicina bei Otto Bier. 1963 forschte sie am Medical Center der New York University bei Baruj Benacerraf und Zoltan Overy. 1964 wollte sie nach São Paulo zurückkehren, wegen des politischen Klimas in Brasilien (Militärputsch) ging sie aber wieder an die New York University, wo sie 1965 Assistant Professor, 1968 Associate Professor und 1972 Professor wurde. 1976 wurde sie Leiterin der Parasitologie in der Fakultät für Mikrobiologie und war dort C. V. Starr Professor of Molecular and Medical Parasitology. 1983 war sie Gastprofessorin an der Harvard University (School of Public Health).
Sie war seit 1953 mit Victor Nussenzweig verheiratet, Professor für Präventivmedizin an der New York University. Sie hatten zwei Söhne und eine Tochter, die alle Ärzte sind. Einer ihrer Söhne ist Michel Nussenzweig.

## Forschung
Sie wies Anfang der 1950er Jahre mit ihrem Mann die Übertragung der Chagas-Krankheit durch Bluttransfusion nach und fand eine Methode, das durch Zugabe einer Chemikalie zu verhindern. Außerdem forschte sie über die Epidemiologie der Toxoplasmose.
Sonntag Nussenzweig betrieb Grundlagenforschung für die Entwicklung von Malaria-Impfstoffen, woran sie seit den 1960er Jahren in New York forschte. Damals wurde die Suche nach Impfstoffen gegen Malaria allgemein als hoffnungslos angesehen, sie fand aber eine Arbeit englischer Wissenschaftler von 1925, in der eine Impfung gegen die Malariavariante bei Vögeln mit Sporozoiten, die nach UV-Bestrahlung ihre Infektivität verloren hatten, erfolgreich war. Sie wiederholte die Experimente mit Erfolg bei verschiedenen Malariaerregern im Mausmodell, wobei die Sporozoiten mit Röntgenstrahlen behandelt wurden, und ebenso bei Affen. Auch Versuche mit Freiwilligen (Gefangenen) und Plasmodium falciparum-Sporozoiten verliefen erfolgreich. Die Impfung war allerdings nur gegen Malariaerreger im Sporozoiten-Stadium wirksam. Ein auf dieser Basis entwickelter Impfstoff wurde in Feldstudien in Afrika getestet (2011) und erreichte Protektionsgrade von 30 bis 50 % (erforderte aber zweimalige Impfung und die Immunisierung hielt nur maximal 18 Monate vor). Sie war mit ihrem Mann auch an der Impfstoffentwicklung gegen das im Amazonasgebiet, Asien und Zentralamerika endemische Plasmodium vivax beteiligt.
Ihre Arbeitsgruppe in New York fand auch ein gemeinsames Antigen von der Oberfläche der Sporozoiten sehr verschiedener Malariasorten (sowohl bei Malaria, die Affen, Nager und Menschen befällt), das CS-Protein (major sporozoite protein). Sie klonierten und sequenzierten CS. Es fand vielfach Verwendung sowohl in epidemiologischen und molekularbiologischen Studien über Malaria als auch in der Forschung nach neuen Impfstoffen.

## Auszeichnungen und Mitgliedschaften
1985 erhielt sie den Paul-Ehrlich-und-Ludwig-Darmstaedter-Preis. 1984 wurde sie Ehrenmitglied der Royal Society of Tropical Medicine. 1985 wurden Nussenzweig und ihr Mann mit dem Carlos-J.-Finlay-Preis der UNESCO ausgezeichnet. 1998 erhielt sie das Großkreuz des Ordem Nacional do Mérito Científico. Ruth Sonntag Nussenzweig war seit 1992 Mitglied der American Academy of Arts and Sciences, seit 1998 Mitglied der Brasilianischen Akademie der Wissenschaften und seit 2013 Mitglied der National Academy of Sciences. 2015 wurde sie mit dem Warren Alpert Foundation Prize ausgezeichnet.

## Familie
Mit ihrem Mann Victor Nussenzweig hatte Ruth Nussenzweig drei Kinder, die allesamt dem wissenschaftlichen Vorbild ihrer Eltern folgten: die Mediziner Michel C. Nussenzweig und Andre Nussenzweig sowie die Anthropologin Sonia Nussenzweig.